# Cantón de Gleizé
El cantón de Gleizé (en francés canton de Gleizé) es una circunscripción electoral francesa situada en el departamento de Ródano, de la región de Auvernia-Ródano-Alpes. La cabecera (bureau centralisateur en francés) está en Gleizé.

## Historia
El cantón se creó en 2001. Al aplicar el decreto n.º 2014-267 del 27 de febrero de 2014 sufrió una redistribución comunal con cambios en los límites territoriales.

## Composición
- Arnas
- Blacé
- Denicé
- Gleizé
- Lacenas
- Le Perréon
- Limas
- Montmelas-Saint-Sorlin
- Rivolet
- Saint-Cyr-le-Chatoux
- Saint-Étienne-des-Oullières
- Saint-Georges-de-Reneins
- Saint-Julien
- Salles-Arbuissonnas-en-Beaujolais
- Vaux-en-Beaujolais